# 京成バス千葉イースト銚子営業所
京成バス千葉イースト銚子営業所（けいせいバスちばイーストちょうしえいぎょうしょ）は、千葉県銚子市松本町にある京成バス千葉イーストの営業所。旧・千葉交通の営業所。
本項では旭車庫についても述べる。

## 沿革
こちらも成田営業所と同じように路線バス黄金期と言われた時代には、東総地区で総武本線と成田線の駅を中心に数多くの路線を運行していた。しかし、モータリゼーションの進展や、過疎化の進行と共に1991年（平成3年）頃から銚子 － 小見川や旭 － 笹川などといった長距離路線を中心に多くが廃止されていった。
同年には京成バスと共同運行で銚子から東京へ向けての高速バスを始めたところ、好評だったため徐々に増発され、現在は銚子 － 東京だけで3系統、44往復あり同所の主力となった。
現在一般路線は銚子市・旭市・香取市に走っているのみである。銚子市内を走る路線のうち、運行頻度の高いものについては2004年（平成16年）1月に子会社である千葉交タクシー（2019年からは京成タクシー成田）に移管され「ちばこうバス」として運行されているが、元々営業所も同じ所にあり、回数券も共通で使えるのであまり細かい違いは無い。回数券は2025年3月31日をもって発売を終了する。4月1日からは、発売は終了するが使用はできる。運賃改定が実施された場合には不足額を現金で加算して利用できる。
長らく千葉交通の営業所であったが、2025年（令和7年）4月1日に行われた京成グループのバス事業再編に伴い、京成バス千葉イーストの営業所となった。同社は千葉交通、千葉中央バス、成田空港交通、千葉内陸バス、ちばフラワーバス、ちばシティバス、ちばグリーンバスの7社が統合したものである。「銚子営業所」の営業所名は旧・千葉交通時代から変更はない。

## 現行路線

### 銚子地区[6]

#### 旭銚子線
- 陣屋町 - 銚子駅 - 三崎 - イオンモール銚子 - 飯岡灯台入口 - 玉崎神社 - 飯岡支所入口 - 旭中央病院 - 旭農高前 - 旭駅
- 玉崎神社 - 飯岡灯台入口 - イオンモール銚子 - 三崎 - 銚子駅 - 陣屋町(一部銚子駅止)
- 旭駅 - 旭中央病院　-　玉崎神社 - イオンモール銚子 - 銚子駅 - 双葉町(銚子方面のみ)
- 東芝町 - 銚子駅 - 三崎 - イオンモール銚子 - 飯岡灯台入口 - 玉崎神社 - 飯岡支所入口 - 旭中央病院 - 旭農高前 - 旭駅(旭方面のみ)
- 陣屋町 - 銚子駅 - 三崎 - イオンモール銚子 - 飯岡灯台入口 - 飯岡漁港入口 - 下永井海岸 - 玉崎神社(飯岡行きのみ)
- 銚子駅 - 三崎 - イオンモール銚子 - 飯岡灯台入口 - 飯岡漁港入口 - 下永井海岸 - 玉崎神社(飯岡行きのみ)
- 東芝町 - 銚子駅 - 三崎 - イオンモール銚子 - 飯岡灯台入口 - 玉崎神社 - 飯岡支所入口 - 旭中央病院 - 旭農高前(旭方面のみ)
- 成田鉄道時代からある最初の路線である。八銚線の「八」というのは八日市場のことで、かつてはそこまで路線があった。廃止された区間は現在旭市や匝瑳市のコミュニティバスが走っている。また、銚子－飯岡の区間運転も存在する。

旭駅、旭農高行きは飯岡灯台入口の次、下永井→東町→玉崎神社となるが、玉崎神社行きは飯岡灯台入口→飯岡漁港入口→下永井海岸→玉崎神社となり、下永井と東町バス停は経由しない。
玉崎神社より先の旭駅方面は平日の朝 旭駅6：20発陣屋町行きと、夕方 東芝町16:34発旭農高行きのみ旭中央病院へは乗り入れない。旭中央病院入口→網戸上宿　または　網戸上宿→旭中央病院入口となる

#### イオン線(イオンシャトルバス)
- 陣屋町 - 銚子駅 - 三崎 - イオンモール銚子

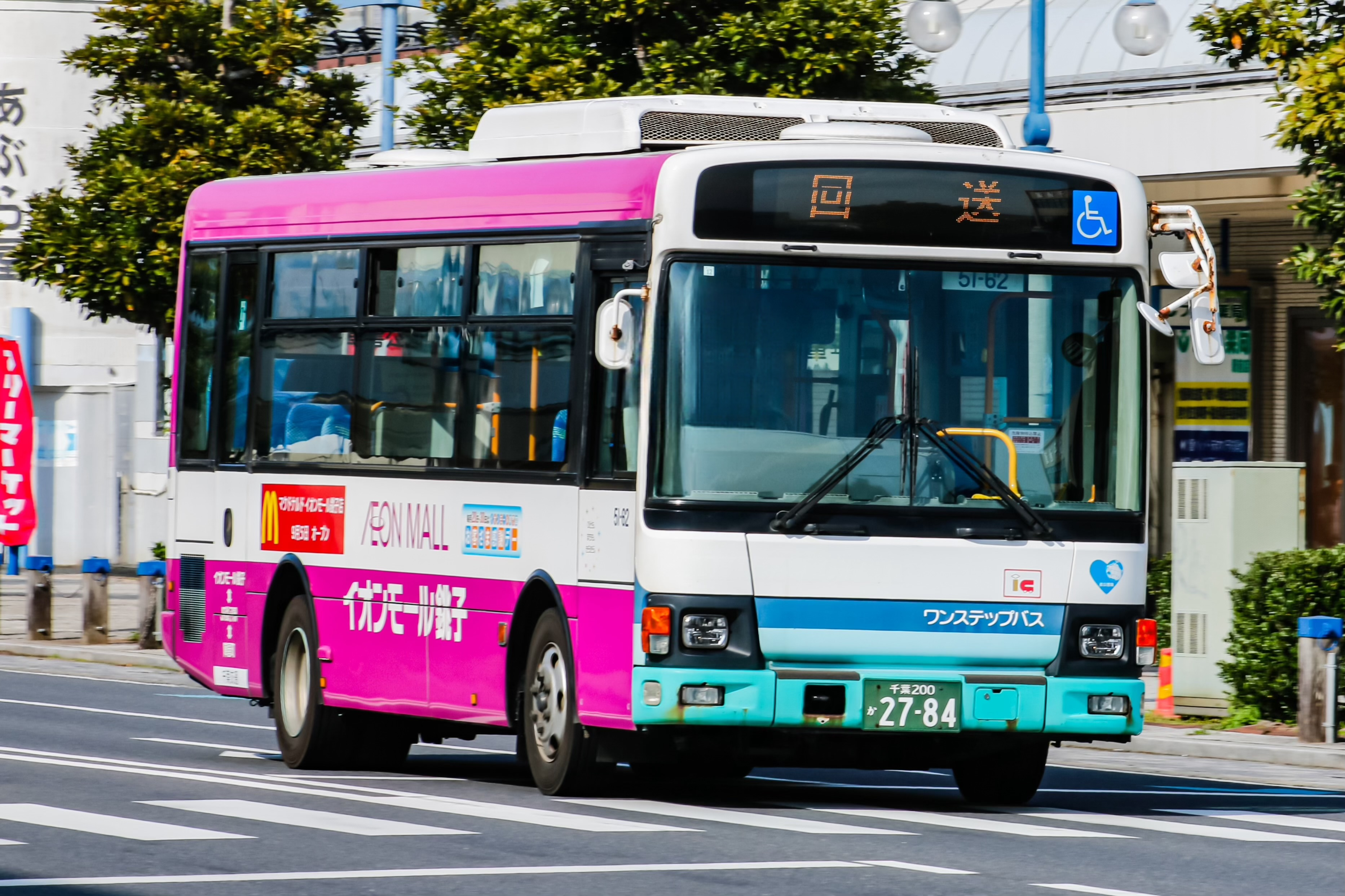
イオンシャトルバス(回送幕)

2010年3月11日のイオン銚子ショッピングセンターソフトオープンに合わせて開業した路線で、移管や廃止で縮小する銚子地区で唯一の新設路線である。途中の停留所にはイオン行は降車、イオン発は乗車できないクローズドドアシステムを採用している。平日9.5往復、土休日11往復運行されている。前述の八銚線とは異なりすべて陣屋町まで乗り入れるが、イオン発は途中の停留所の降車で乗客が0になると、その停留所をもって運転を打ち切る。

#### 豊里ニュータウン線
- 陣屋町 - 銚子駅 - 松岸駅前 - 椎柴駅 - 豊里駅入口 - 豊里ニュータウン

かつては小銚線と呼ばれ、小見川駅まで運行していた路線の名残である。また、野尻・高校前止まりや猿田駅を経由する便も運行していた。現在は1日2.5往復運行されている。

#### 名洗・千葉科学大学線
- 銚子駅 - 西小川町中央 - 名洗 - 千葉科学大学・本部前

以前は名洗の小さな集落内が終点で本数も少なかったが、2004年（平成16年）に千葉科学大学が開学したことで終点を延長し本数が増え、車両も大型が充てられるようになった。折り返しを行っていた名洗のバス停は集落内から途中の道路に移設された。
現在、1日21往復運行（ただし、千葉科学大学の夏季休業期間は半分程度の本数の臨時ダイヤで運転）。

#### 長崎線
- 銚子駅 - 新生 - 銚子観音 - 市立病院 - 小畑入口 - 渡海神社 - 長崎 - 国民宿舎

銚子駅から外川町・長崎町を通り、国民宿舎まで乗り入れる線である。なお、終点の国民宿舎は現在閉鎖され、折り返し場のみが残っている。
2025年現在、運用につくのは日野・ポンチョであり、一日2.5往復運行している。

### 旭・香取地区

#### 府馬線
- 旭中央病院 - 旭農高 - 旭駅前 - 干潟支所入口 - 府馬農協 - 小見 - おみがわ医療センター - 小見川駅

東総地区を縦断する唯一の路線である。成田営業所小見川車庫があった頃は小見川・旭の共管だった。
- 旭中央病院、旭駅→小見川行き
  - 旭中央病院 - 中央病院入口 - 旭農高 - 旭駅 - 旭駅入口 - 千葉銀行前 - 旭銀座 - 新田町 ---- 小見川駅
- 小見川駅→旭駅、旭中央病院行き
  - 小見川駅 ---- 新田町 - 旭駅 - 旭駅入口 - 旭農高 - 中央病院入口 - 旭中央病院

旭方面行の旭銀座、千葉銀行前への乗り入れはない。
現在は1日4往復、平日のみの運行である。

### 高速バス

#### 東京 - 銚子線
- 旭経由のみ京成バスと共同運行

## 廃止路線

### 銚子地区
千葉交タクシーに移管されたものを除く
波崎線
- 陣屋町 - 銚子駅 - 波崎 - 本郷 - 舎利

三宅線
- 陣屋町 - 銚子駅 - 松岸 - 三宅車庫

小銚線
- 小見川駅 - 東庄町役場前 - 下総橘駅 - 下総豊里駅 - 野尻町 - 松岸 - 銚子駅 - 陣屋町
  - 現在は豊里ニュータウンからの路線(前述)として銚子市内の区間のみ運行されている。

・豊里ニュータウン線・西高校線
野尻－野尻・西高校－猿田駅

### 旭・香取地区

#### 椎名内浜循環線
- 旭駅 - 椎名内 - 旭駅

#### 笹川線
- 旭駅 - 笹川駅

#### 橘線
- 旭駅 - 下総橘駅

#### 塙線
- 飯岡駅 - 塙集荷場

#### 大倉線
- 粉名口車庫 - 佐原駅 - 県立佐原病院 - 篠原 - 津の宮 - 香取駅前 - 大倉 - 水郷駅 - 下小堀 - 小見川駅 - おみがわ医療センター
  - 成田営業所小見川車庫の閉鎖によって移管された路線である。
  - 2009年（平成21年）4月1日に経由地が一部変更され、県立佐原病院へ乗り入れる他、一部は小見川総合病院発着となった。
  - 2024年（令和6年）10月1日廃止。[10]

#### 神里線
- 粉名口車庫 - 佐原駅 - 県立佐原病院 - 香取神宮前 - 神里農協 - 小見 - おみがわ医療センター - 小見川駅
  - 成田営業所小見川車庫の閉鎖によって移管された路線である。
  - 県道佐原山田線を中心に走っているが、昭和50年代中頃までは県道から離れた香取市織幡地区へ乗り入れる便があった。
- なお、大倉線・神里線とも、昭和40年代中頃まで県道香取津宮線(旧道)を経由する便が存在した。
  - 2024年（令和6年）10月1日廃止。[10]

### 高速バス

#### 銚子 - 千葉・幕張線
主な停留所
- 免許センター - 海浜幕張駅 - 千葉駅 - 松尾横芝IC - 八日市場 - 匝瑳市役所 - 干潟駅前 - 飯岡 - 銚子（東芝町） - 陣屋町

路線沿革
- 1999年（平成11年）8月2日 - 銚子 - 幕張免許センター線の高速バスとして運行を開始（単独運行、1日1往復。認可は1999年7月1日）。
- 2001年（平成13年）10月15日 - 松尾横芝ICバス停を新設する。
- 2002年（平成14年）11月21日 - 8往復に増発すると共に休日の運転を開始、同時に海浜幕張駅・千葉みなと駅・千葉中央駅・千葉駅・中央三丁目に停車。ちばシティバスとの共同運行となる。
- 2003年（平成15年）8月4日 - 休日のみ4往復に減便
- 2003年（平成15年）12月1日 - 平休日とも2往復に減便。ちばシティバスが撤退
- 2004年（平成16年）7月22日 - 平日2往復、休日1往復に減便。
- 2005年（平成17年）4月 - 平日のみの運行になる。
- 2008年（平成20年）11月4日 - 高速八木停留所を新設する。
- 2009年（平成21年）7月21日 - 1往復に減便。
- 2014年（平成26年）9月30日 - 銚子方面が廃止され、翌日から千葉方面1本のみの運転となる。
- 2019年（令和元年）6月28日 - この日の運行をもって廃止。

千葉県北東部の銚子や八日市場方面と幕張にある免許センターを千葉東金道路、銚子連絡道路、国道126号線を利用して運行していた路線である。
運行開始当初は、千葉交通単独で幕張免許センターと銚子地区を結ぶ路線として、平日1往復であった。その後、2002年（平成14年）に千葉市内を経由するよう改められ、同時に毎日8往復に増発するとともに、ちばシティバスとの共同運行となった。
しかし、一般道路（特に飯岡バイパス前後の国道126号線）を走行する区間が長く時間がかかること、また千葉と銚子を結んでいる鉄道（総武本線）運賃とバスの運賃がさほど変わらないことから、他の高速バスにみられるような料金的または時間的な利点がないことも相まって利用客が少なく、2003年（平成15年）8月に休日について、4往復に減便することとなった。また、12月には毎日2往復に減便するとともに、ちばシティバスが当路線の運行から撤退し、再び千葉交通の単独運行路線となった。その後も乗客が少ないことから、2005年（平成17年）に休日の運行が中止された。以降、平日2往復の運行が長く続いたが、1往復→千葉行き1本に減便され、2019年に廃止された。

#### 大阪 - 銚子線
- 2024年（令和6年）8月31日 - この日の出発便をもって廃止。
- 南海バスとの共同運行であった。

## 車両

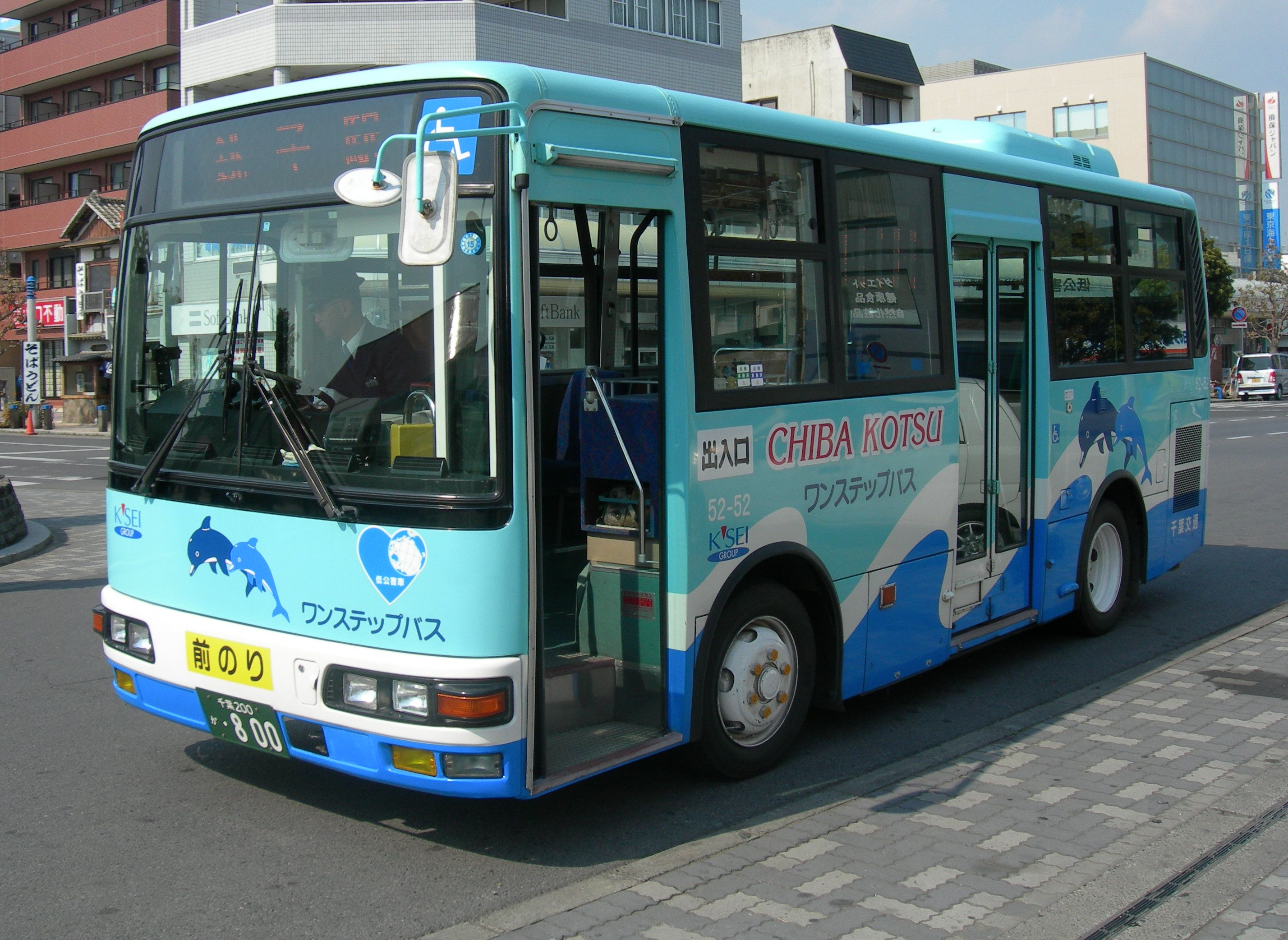
銚子駅前で撮影

銚子営業所の一般路線車は他の営業所と同様に日野車が中心であり、近年では成田営業所で使用されていた車両が移籍してくることが多い。大型車は、成田国際空港で日本航空の業務連絡バスとして使用されていたツーステップのブルーリボンシティが在籍する。中型車は成田営業所から移籍したレインボーRJ、レインボーII、かつて成田市のコミュニティバス用であったリエッセが在籍している。三菱ふそう製の車両も少数在籍しており、現在はエアロミディMJ、エアロミディMKが在籍している。小型車は日野車のポンチョがが在籍している。2000年（平成12年）ごろからローカル路線用として、水色をベースに青色で波を表現した模様とイルカのイラストが入る塗装が採用されたエアロミディMJが数台導入されたが、現在では多古営業所への転属や廃車が進み、予備車として1台が残るのみとなっている。
かつて旭営業所であった旭車庫では、以前は千葉交通としては数少ないいすゞ車（ジャーニーK）を断続的に導入していた。現在は成田営業所で使用されていた日野レインボーIIが中心だが、旭市のコミュニティバス用車両は日野・ポンチョが採用されている。
高速車は以前から三菱ふそう製（エアロエース、エアロバス）が多いが、近年では日野車(セレガ)も導入されている。またかつては貸切車の配置もあり、「KaNaCカラー」の三菱ふそうエアロバスなどが数台在籍していた。

所属を示す車番表記の1桁目は銚子営業所所属車は「5」、旭車庫所属車は「6」となっており、かつて存在した貸切車は「C」となっている。

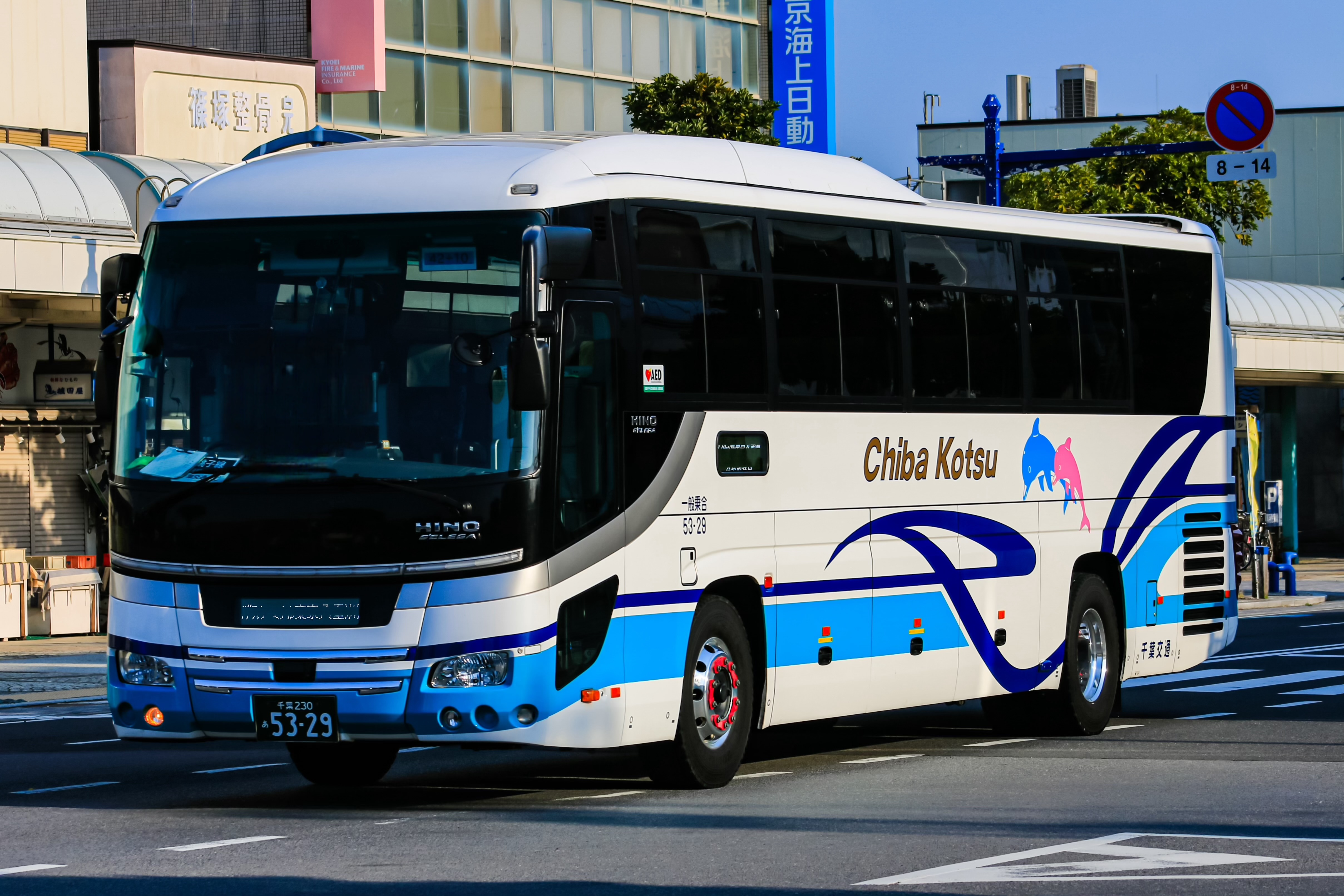
日野セレガ(2PG-RU1ASDA)創立115周年記念復刻デザイン　旧銚子営業所高速バスカラー
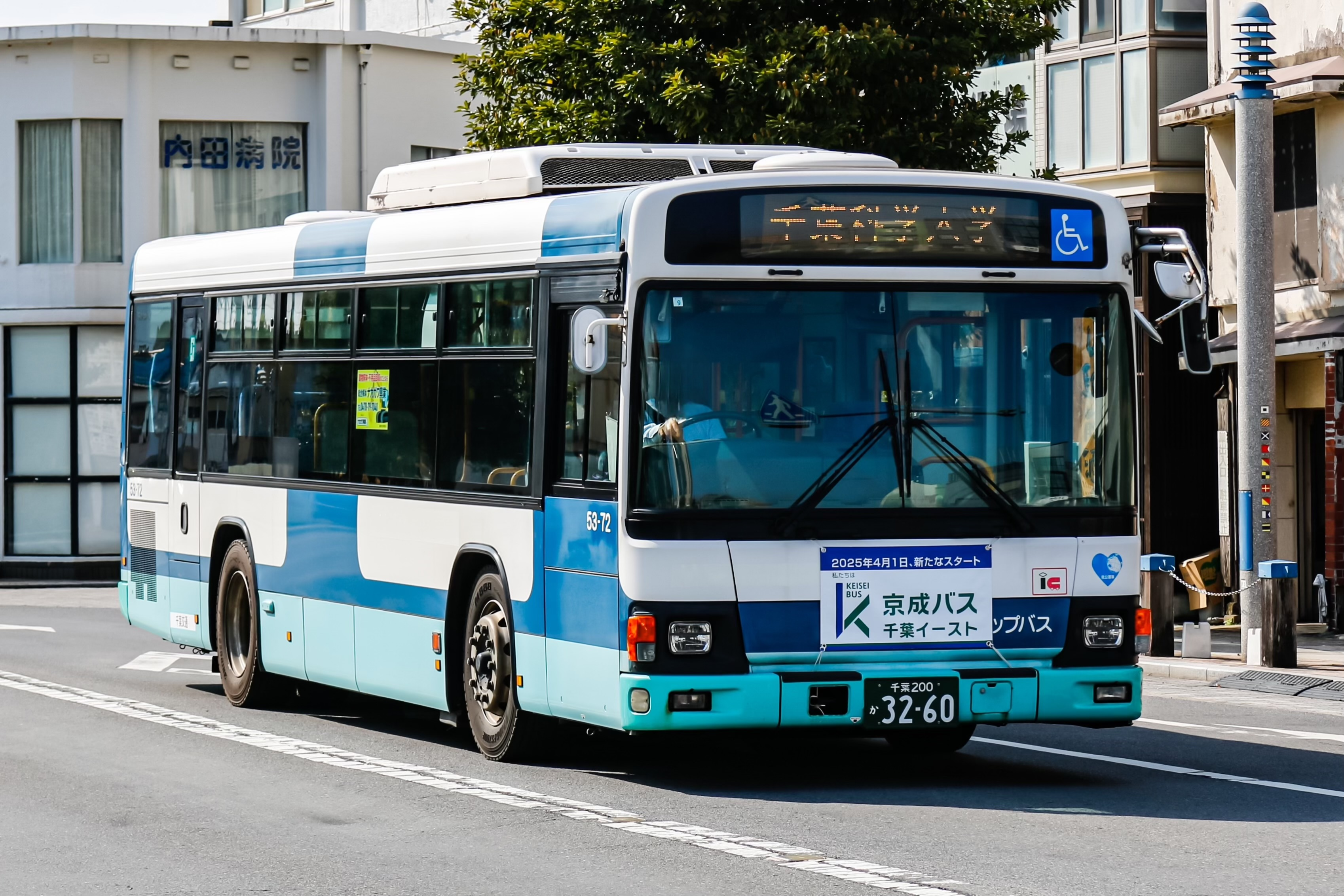
日野ブルーリボンII(QPG-KV234L3)
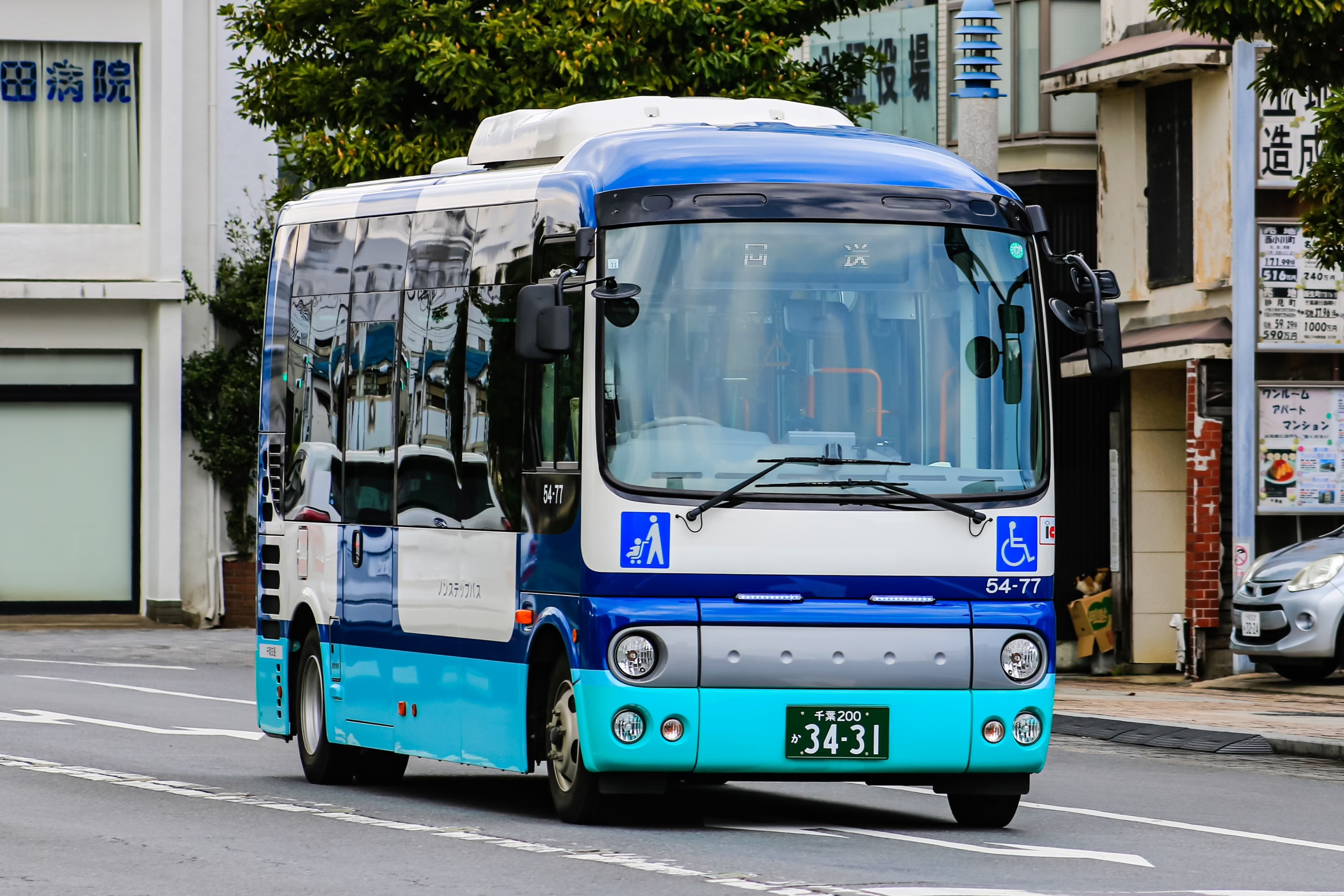
日野ポンチョ(2DG-HX9JLCE)